# Élection présidentielle française de 1939
Une élection présidentielle se tient en France le 5 avril 1939 afin d'élire le président de la République pour une durée de sept ans.
Le contexte international tendu dans lequel se tient ce scrutin, six mois après les accords de Munich, lui confère une gravité relativement inédite sous la Troisième République. L’élection intervient en outre après des années de crises politiques.
Pressé par une grande partie de la classe politique de continuer à assurer sa fonction en ces temps troublés, le président de la République sortant, Albert Lebrun (Alliance démocratique), se résout à rompre avec la tradition coutumière en briguant un second mandat. Il est ainsi réélu par l’Assemblée nationale dès le premier tour de scrutin, malgré une Chambre des députés dominée par la gauche.

## Contexte

### Élection présidentielle de 1932

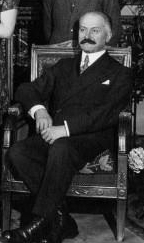
Albert Lebrun, président de la République depuis 1932.

L'assassinat du président Paul Doumer par un exalté russe, le 6 mai 1932, intervient dans l’entre-deux-tours des élections législatives. Alors président du Sénat, Albert Lebrun fixe la date de réunion de l'Assemblée nationale (réunion de la Chambre des députés et du Sénat) au 10 mai suivant. La nouvelle Chambre est dominée par la coalition de gauche du Front populaire mais ne prend ses fonctions qu'un mois plus tard. Ce sont donc les députés de la Chambre conservatrice élue en 1928 qui élisent Albert Lebrun à la présidence de la République, avec 81,5 % des voix exprimées.

### Succession de crises politiques
Le septennat d'Albert Lebrun est marqué par une très forte instabilité ministérielle, sur fond de crises politiques larvées. Dix-huit ministères se succèdent entre 1932 et 1939.

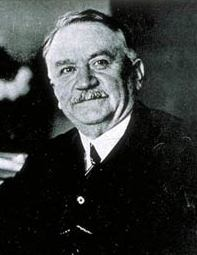
L’ancien Président Gaston Doumergue, appelé à la tête du gouvernement après la crise du 6 février 1934, échoue à mener une réforme de l'État.

Adepte de la pratique institutionnelle traditionnelle, Albert Lebrun intervient peu dans le débat politique. Lors de la crise du 6 février 1934, il se résout à nommer son prédécesseur à l'Élysée Gaston Doumergue, qui forme un cabinet d'union nationale avec la présence de Philippe Pétain au ministère de la Guerre. Le régime parlementaire étant de plus en plus rejeté, une vaste réforme de l'État, suivant les thèses d'André Tardieu, est engagée, mais le projet s'enlise et Doumergue démissionne en novembre 1934. S'ensuit une importante valse ministérielle.
À la suite des élections législatives de 1936, remportées par le Front populaire, Albert Lebrun consent à nommer le socialiste Léon Blum. C'est ensuite « la mort dans l'âme », selon ses propres mots, que le chef de l’État signe les textes de la majorité de gauche, tout en faisant régulièrement part de ses critiques sur la politique conduite.
En juin 1937, Camille Chautemps remplace Léon Blum à Matignon mais conserve sa majorité avec les socialistes. L'attribution du ministère des Finances à Georges Bonnet annonce cependant le retour de l'orthodoxie en matière financière. La fin du septennat est marquée par le délitement du Front populaire avec le retour d'Édouard Daladier au pouvoir, en coalition avec la droite. D'importants mouvements de grèves émaillent l'automne de la même année, lorsque le gouvernement révise la loi des 40 heures.
Dès le début de l'année 1939, Albert Lebrun patronne l'organisation du 150e anniversaire de la Révolution française,.

### Montée des périls internationaux
La présidence d'Albert Lebrun est marquée par le retour de la France au premier plan dans les domaines industriel, artistique et culturel, après un repli relatif à la fin des années 1920. Le chef de l’État participe ainsi au lancement de Normandie, plus grand paquebot du monde, en 1932 ; son épouse, Marguerite, en est la marraine et participe à son voyage inaugural en 1935, rencontrant le Président Franklin Delano Roosevelt à cette occasion. Albert Lebrun inaugure également l’Exposition universelle de 1937, ouvre la Coupe du monde de football 1938 et patronne l'ensemble de la section française à l'Exposition universelle de New York 1939-1940.
La politique étrangère de la France est cependant moins rayonnante. La première partie du septennat coïncide avec l'avènement de régimes totalitaires en Europe. L'arrivée d’Adolf Hitler en 1933 renforce les violations du traité de Versailles. En 1935, la Sarre est rattachée au Reich, puis la conscription est restaurée, avant qu'un accord ne soit conclu avec le Royaume-Uni pour reconstituer une flotte de guerre allemande. La Rhénanie est ensuite remilitarisée. Un temps favorable aux Occidentaux, l’Italie fasciste de Benito Mussolini finit par basculer dans le camp de l'Allemagne après la guerre d'Éthiopie.
Bien que discret sur la scène politique, le Président Lebrun effectue plusieurs voyages diplomatiques. Il visite la Yougoslavie au mois d'octobre 1934, la Belgique à l'été 1935 à l'occasion de l’Exposition internationale de Bruxelles, puis le Royaume-Uni en janvier 1936. Alors que la guerre civile en Espagne est un catalyseur des tensions en France et en Europe, Albert Lebrun milite pour que la France demeure neutre dans le conflit, refusant de signer des décrets de nomination ou de révocation de personnel.
En 1938, Hitler revendique des territoires qui étaient germanophones avant la guerre de 1914-1918 et annexe l’Autriche puis la région des Sudètes, après la reculade franco-britannique à Munich. Un traité est ensuite conclu entre la France et l'Allemagne : signé par Georges Bonnet et Joachim von Ribbentrop, il reconnaît le caractère définitif des frontières entre les deux pays.
L’arrivée de Franklin Delano Roosevelt à la présidence des États-Unis en 1933 n'inverse pas la politique de neutralité interdisant toute aide à un pays en guerre, agresseur comme agressé. Albert Lebrun concourt à la pression sur Roosevelt. Des contacts sont pris en 1938 pour permettre l'acquisition par la France d'avions de guerre américains sur la base de la loi Cash and carry. En mars et avril 1939, les paquebots Paris et Normandie rapatrient ainsi plusieurs dizaines d'avions de guerre.
La période illustre une diplomatie française extrêmement attentiste aux décisions du Royaume-Uni. Le 18 juillet 1938, le Président Lebrun reçoit de façon fastueuse George VI à Paris et à Versailles. Il refait le voyage de Londres en mars 1939 et reçoit un accueil extrêmement chaleureux, peu après l’annonce par Édouard Daladier et Neville Chamberlain d’une alliance et des garanties d'assistance à la Pologne si jamais Hitler décidait de l'envahir.

## Campagne électorale

### Coutume du septennat unique
C'est dans le contexte d’appréhension d'une nouvelle guerre que s'achève le septennat d'Albert Lebrun. La coutume en vigueur depuis la « Constitution Grévy » veut que le chef de l'État ne fasse qu'un seul mandat. Dans un premier temps, il apparaît qu'Albert Lebrun va quitter l’Élysée à la fin de son septennat.
En réflexion depuis l'automne 1938 et encouragé par Pierre Laval, Fernand Bouisson fait d'abord figure de favori. Radical-socialiste consensuel auprès des députés, il a présidé la Chambre de 1927 à 1936. Néanmoins, les sénateurs ne veulent guère offrir la présidence de la République à un proche de Laval, et sa candidature fait l'objet d’attaques dans le courant du mois de mars 1939. De même, le Président Lebrun ne voit pas sa candidature d'un bon œil et semble même donner des signes en faveur d'une candidature du président de la Chambre en fonction, le radical Édouard Herriot.

### Nouvelle candidature Lebrun
L'approche de l'élection présidentielle coïncide avec la fin de la « paix de Munich ». Le discours du Führer au Reichstag le 30 janvier 1939, puis la mise en place du protectorat de Bohême-Moravie en mars suivant, crispent l'opinion publique et inquiètent les parlementaires.

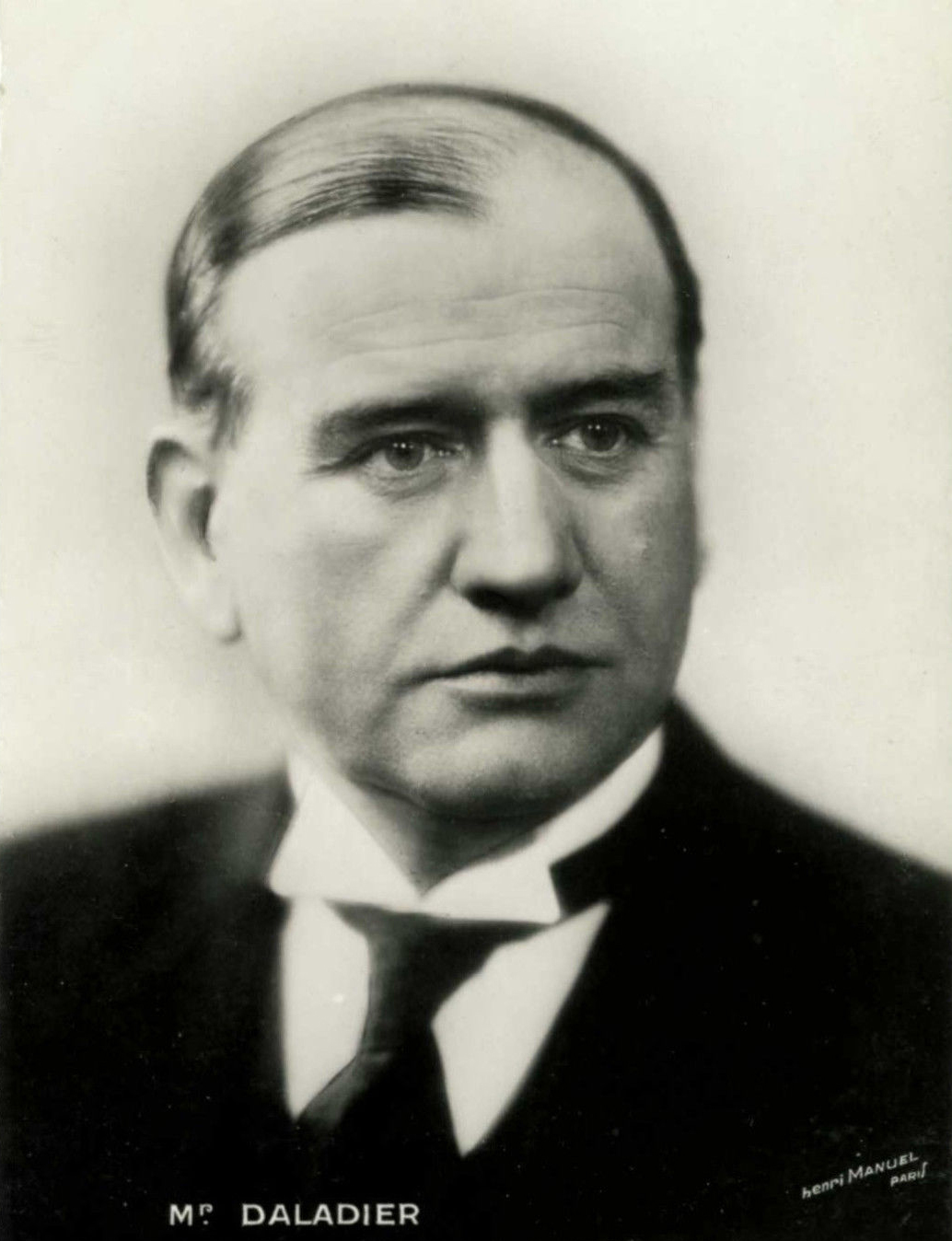
Président du Conseil lors de l’élection présidentielle, Édouard Daladier se rallie à Albert Lebrun, souhaitant continuer à préparer la guerre pressentie dans un contexte de stabilité.

Alors qu'un conflit militaire semble de plus en plus probable, l'hypothèse d'une seconde candidature d'Albert Lebrun est posée, à condition qu'il soit assuré d'être réélu dès le premier tour, afin de garantir la continuité présidentielle. En mars 1939, le président du Conseil, Édouard Daladier, ne cache plus ses inquiétudes et se rallie à la stratégie de continuité présidentielle, voulant s'assurer qu'il restera en fonction une fois passée l'élection pour poursuivre une politique de préparation à la guerre.
Dans ces conditions, Fernand Bouisson renonce à se porter formellement candidat. Henri Roy, ultime espoir de la minorité du Parti radical, prend la même décision et rallie l'appel en faveur de Lebrun,. Attendu par une partie de la droite, Philippe Pétain refuse de se concourir avant de partir pour Madrid, auprès de Franco. La droite se range à l'avis de Jean Fernand-Laurent, chef de file des Indépendants-Républicains, qui rejoint à son tour la stratégie de continuité présidentielle.
Seul Joseph Caillaux paraît en course pour la présidence, mais la Gauche démocratique en appelle également à Lebrun. Le 1er avril, la liste des candidats écartés est clairement établie, mais personne ne sait encore ce que va faire le Président. Paul Simon, porte-parole du Parti démocrate populaire, déclare que le Sénat votera pour le chef de l’État sortant. 
Pressé, Albert Lebrun demeure légaliste. Il ne veut pas rompre avec la coutume constitutionnelle. Il accepte de consulter les présidents des deux assemblées, qui considèrent que tout obstacle juridique est levé. Ainsi, Édouard Herriot et Jules Jeanneney demandent à leur tour au Président de se représenter. 
Dans la presse, il est rapporté que, durant le voyage à Londres, la reine d'Angleterre a rappelé l'amitié franco-britannique face à la menace que représente Hitler, pour que le Président envisage une candidature. En effet, Londres s'inquiète particulièrement de l'instabilité qui pourrait surgir en France avec un nouveau chef de l’État, alors même que la majorité ne semble pas solide à un an des élections législatives prévues en mai 1940.
Le 3 avril, Albert Lebrun accepte de briguer un second mandat et reçoit le soutien formel de la Fédération républicaine et de l'Union socialiste républicaine. Le contexte particulier dans lequel se trouve la France explique donc la facilité relative avec laquelle le président de la République rompt avec la coutume du septennat unique. Elle illustre l'état de fébrilité qui règne dans la classe politique depuis le printemps 1938 et s'inscrit dans la logique imposée par Édouard Daladier pour pallier la menace imminente d’une guerre. 
Désireux de rester en retrait, les socialistes annoncent qu'ils seront représentés par Albert Bedouce. Les communistes se rangent derrière Marcel Cachin, comme en 1931 et 1932.
|  |

## Déroulement de l’élection

### Réunion de l’Assemblée nationale

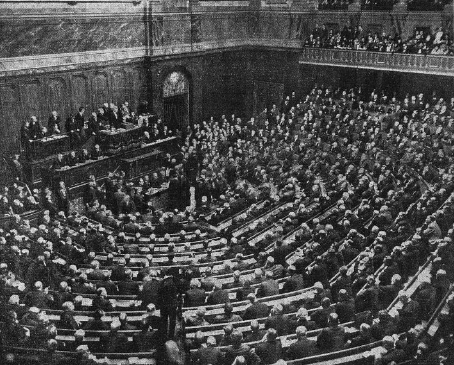
Réunis dans la salle du congrès du château de Versailles, les membres de l’Assemblée nationale votent sous la présidence de Jules Jeanneney.

Le 5 avril 1939, les 315 sénateurs et les 605 députés se réunissent à Versailles, en Assemblée nationale. Un déjeuner est donné à Trianon. Maurice Chevalier et l'ancien préfet de Police de Paris Jean Chiappe sont notamment présents.
À 14 heures, le président du Sénat, Jules Jeanneney, énonce le décret de convocation de l'Assemblée nationale. La séance est solennellement ouverte et les 36 scrutateurs désignés. L'appel nominal des parlementaires est effectué à partir de la lettre « L ».
Le fait que la Chambre des députés, issue des élections législatives de 1936, soit majoritairement à gauche ne suffit pas à empêcher l'Assemblée nationale d'exprimer une sensibilité plus modérée en réélisant Albert Lebrun, qui a su tenir des positions relativement équilibrées lors du gouvernement du Front populaire et assurer la présidence pendant des années très agitées.

### Résultats
| Candidat                 | Candidat                 | Parti                    | Voix | %     |
| ------------------------ | ------------------------ | ------------------------ | ---- | ----- |
|                          | Albert Lebrun            | AD                       | 516  | 57,08 |
|                          | Albert Bedouce           | SFIO                     | 151  | 16,70 |
|                          | Marcel Cachin            | PC-SFIC                  | 74   | 8,19  |
|                          | Édouard Herriot          | RRRS                     | 53   | 5,86  |
|                          | Justin Godart            | RRRS                     | 50   | 5,53  |
|                          | Fernand Bouisson         | IND                      | 16   | 1,77  |
|                          | François Piétri          | AD                       | 10   | 1,11  |
|                          | Autres candidats         | Autres candidats         | 44   | 4,87  |
|                          |                          |                          |      |       |
| Votes valides            | Votes valides            | Votes valides            | 904  | 99,34 |
| Votes blancs et nuls     | Votes blancs et nuls     | Votes blancs et nuls     | 6    | 0,66  |
| Total                    | Total                    | Total                    | 910  | 100   |
| Abstention               | Abstention               | Abstention               | 10   | 1,09  |
| Inscrits / participation | Inscrits / participation | Inscrits / participation | 920  | 98,91 |

## Suites et conséquences

### Réactions et cérémonie d’investiture
La réélection d'Albert Lebrun est perçue dans un relatif soulagement par l'opinion publique.
Le 6 avril 1939, Jules Jeanneney se rend au palais de l’Élysée en compagnie d'Édouard Daladier et des membres de son cabinet pour la cérémonie d'investiture. Un extrait du procès verbal est donné à Albert Lebrun, qui est investi pour son second septennat. Le président du Conseil déclare que le Président a répondu au vœu de Assemblée nationale, en consentant à demeurer chef de l'État en pleine difficultés. Dans son allocution, le président réélu confirme sa fidélité aux engagements pris vis-à-vis du pays en 1932 qu’il entend continuer à se situer au-dessus des querelles politiques.

### Effondrement de la Troisième République

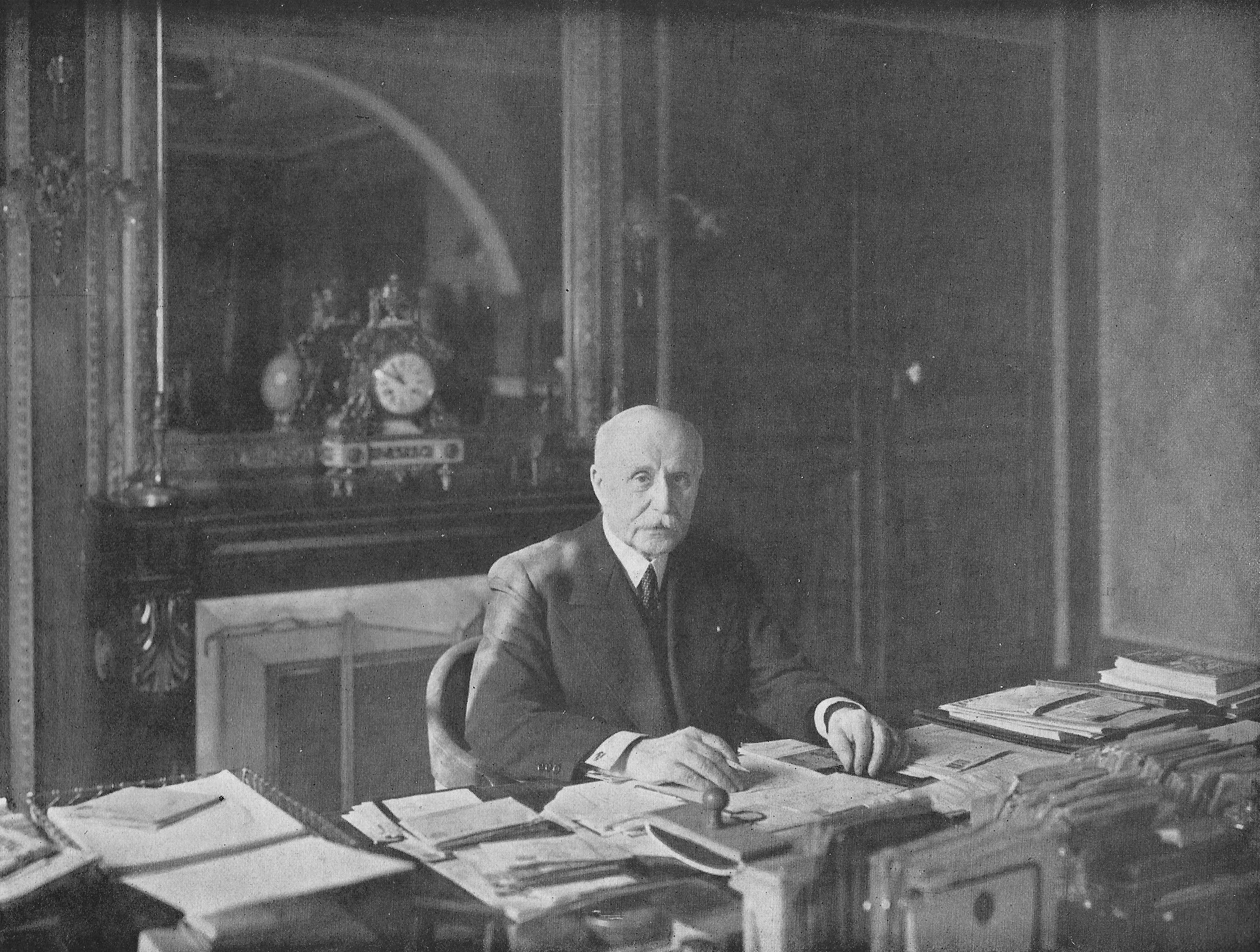
Le vote des pleins pouvoirs constituants à Philippe Pétain met de fait un terme à la présidence d’Albert Lebrun.

À partir du décret-loi du 2 mai 1938 sur le travail des étrangers, un discours relativement xénophobe est porté par le gouvernement Daladier. Le décret-loi du 29 juillet 1939 proroge de deux ans le mandat des députés et prévoit le renouvellement de la Chambre en mai 1942 au lieu de 1940 (alors que la guerre n'est pas encore déclarée). L'historienne Annie Lacroix-Riz fait état d'un « Vichy avant Vichy », d'autres de « dictature Daladier » pour qualifier cette période de la fin de la Troisième République durant laquelle le gouvernement use massivement des moyens du décret-loi et de la législation d'exception.
La séquence allant de mai 1938 à mai 1940 explique partiellement la facilité avec laquelle le maréchal Pétain s’empare du pouvoir, sous couvert des apparences de la légalité, alors même que la France subit la plus lourde débâcle militaire et politique de son histoire et qu'aucune opposition notable ne s’exprime, sinon le vote négatif de 80 parlementaires aux pleins pouvoirs constituants du Maréchal. 
De fait, Albert Lebrun est déposé (tout comme le régime de la Troisième République) avec le vote de la loi constitutionnelle du 10 juillet 1940. Cependant, il n'est pas formellement question de la fin de ses fonctions, ni même de la fin de la République française ou du déménagement de la capitale de Paris à Vichy. Il est édicté que le maréchal Pétain est le chef de l'État français, chargé de rédiger la nouvelle Constitution.   

### Libération de la France

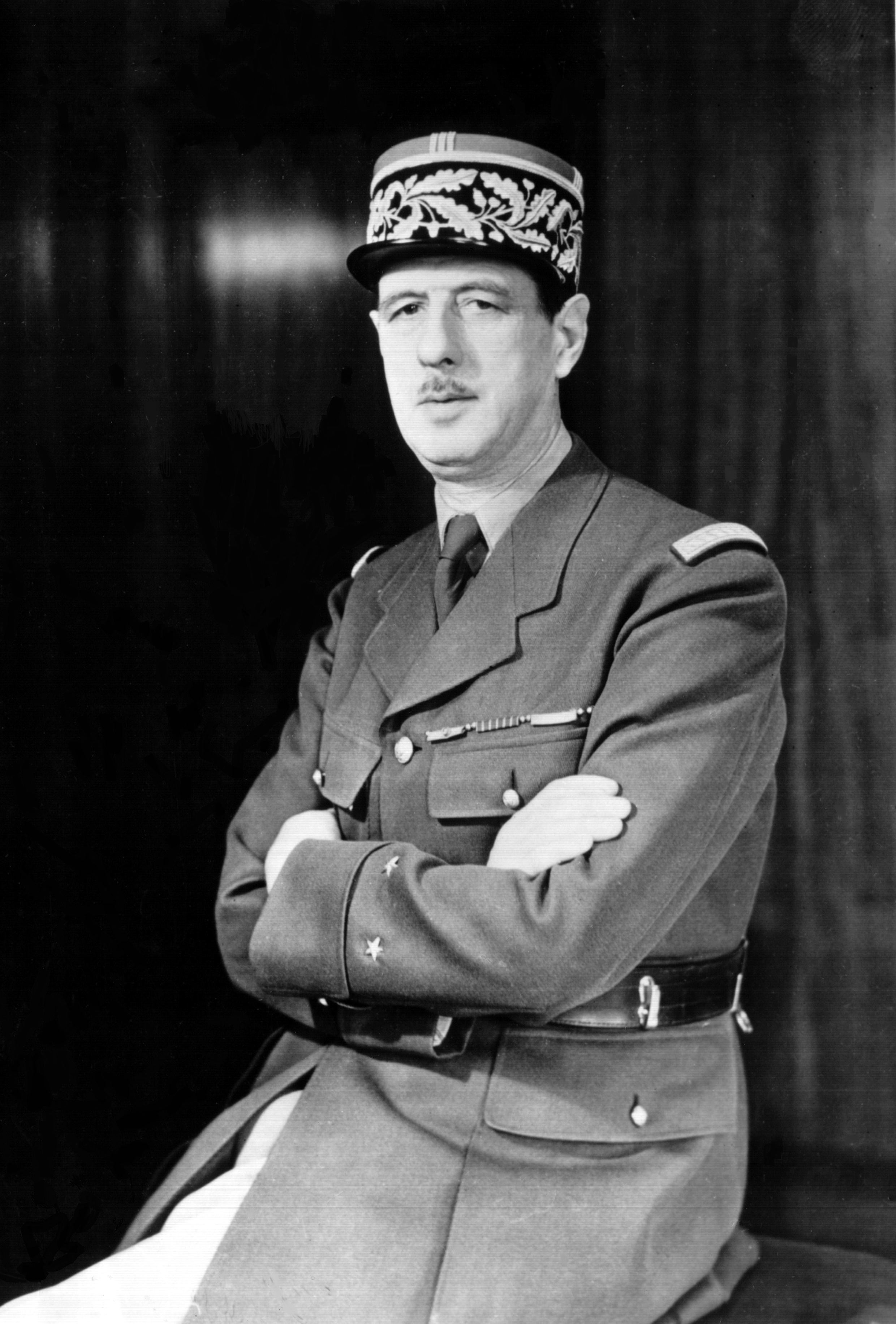
Le général de Gaulle, président du GPRF à la Libération, lors de laquelle Albert Lebrun ne retrouve pas son second mandat présidentiel.

La publication de l’ordonnance du 9 août 1944 acte la prolongation constante de la République à travers la France libre. Elle considère comme nuls et non avenus tous les textes réglementaires « constitutionnels » édictés par le régime de Vichy, en commençant par la loi constitutionnelle du 10 juillet 1940. Par conséquent, le Gouvernement provisoire de la République française (GPRF), dirigé par le général de Gaulle, n'a pas à proclamer la République, considérant que celle-ci n’a jamais cessé d’exister.
Aussi, l'ordonnance permet de considérer que le mandat d'Albert Lebrun court jusqu'au 10 mai 1946, puisqu’il n'a jamais démissionné. Cependant, il ne retrouve pas ses fonctions de facto après la libération mais ne remet pas sa démission pour autant se déclarant acquis au général De Gaulle.
De facto, Albert Lebrun a deux successeurs directs : 
- Philippe Pétain, si le régime de Vichy est considéré comme la continuité de la Troisième République ;
- Charles de Gaulle, si la France libre est vue comme la pleine continuité républicaine

De jure, il a pour successeur le socialiste Vincent Auriol, qui est élu président de la République française le 16 janvier 1947 (la fonction de président de la république étant donc vacante légalement depuis mai 1946), la Quatrième République renouant alors avec le modèle d'élection du chef de l'État par les deux chambres. Vincent Auriol est le premier à se réinstaller au palais de l'Élysée, qui demeurait inoccupé depuis juin 1940.